# Hypolytrum nemorum
Hypolytrum nemorum är en halvgräsart som först beskrevs av Vahl, och fick sitt nu gällande namn av Spreng.. Hypolytrum nemorum ingår i släktet Hypolytrum och familjen halvgräs.

## Underarter
Arten delas in i följande underarter:
- H. n. fuscorubens
- H. n. nemorum
- H. n. vitiense
- H. n. proliferum